# 츠무트 빙하
츠무트 빙하(독일어: Zmuttgletscher)는 스위스 발레주의 페나인 알프스에 위치한 6km 길이(2005년 기준)의 빙하이다. 1973년에 그것은 16.89k㎡의 면적을 가졌다.

## 개요
츠무트 빙하는 3개의 빙하팔이 합쳐져 슈토크지(슈토크지, 해발 3,092m) 아래에 형성된다. 주요 빙하는 티프마텐 빙하이며, 시작 지점은 마테호른 서쪽 기슭이고, 다른 한편으로는 당데랑의 북쪽과 북서 측면이다. 두 번째 팔은 당블랑쉬의 남쪽 측면에서 시작하여 반트플루의 바위 능선을 따라 남쪽으로 흐르는 쇤빌 빙하이다. 세 번째 지류 빙하는 만년설에 있는 슈토크지 빙하이다. 테트드발펜린(Tête de Valpelline, 해발 3,799m)이 시작되어 북동쪽으로 흐르고 슈토크지에서 두 개의 팔로 나뉘며, 티프마텐 빙하와 쇤빌 빙하 모두에 연결된다. 따라서 슈토크지는 얼음 시내로 완전히 둘러싸인 산인 누나탁이다. 츠무트 빙하는 주요 알파인 능선에 위치하고 있으며, 강수량은 북쪽과 남쪽에서 모두 운반된다. 또한, 눈사태는 축적에 상당한 기여를 한다.
세 개의 빙하가 합쳐진 후, 츠무트 빙하는 동쪽으로 흐르고, 남쪽으로는 마테호른, 북쪽으로는 오버 가벨호른이 측면에 접해 있다. 이 마지막 구간에서 얼음 표면은 측면 및 내측 빙퇴석 물질과 가파른 측면 경사에서 분리된 파편으로 덮여 있다. 빙하혀는 약 2,250m의 고도에 있다. 츠무트 빙하는 츠무트바흐로 흘러 들어가며, 체르마트 분지에서 고르네라 및 핀델바흐와 결합하여 마터탈을 통해 론강으로 흐르는 마터 피스파강을 형성하며 흘러간다. 그러나 대부분의 물은 빙하혀 아래의 여러 침전 탱크를 통과한 후 미사를 제거하고, 지하로 배수되어 디스호(Lac des Dix)로 흘러들어와 전기를 생성하는 데 사용된다.

## 발달
19세기 중반 소빙기의 높은 단계 이후 츠무트 빙하는 2017년까지 약 2km 후퇴했다. 2019년 연구에 따르면 빙하 면적은 21.24km²에서 2013년 약 15.74km²로 감소했다. 유영 덮개의 증가로 인해 길이와 면적의 손실이 일시적으로 느려졌지만, 질량 손실은 2000년대 초반 이후 가속화되었다(→ 1850년 이후 빙하 후퇴). 빙하의 유속은 크게 감소했다.
| 연도           | 1850 | 1973 | 1999/2000 | 2010         |
| 수평면적 (km²) | 19,8 | 16,9 | 14,9      | 14,82 (2016) |
| 길이 (km)      | 8,6  | 6,7  | 6,5       | 7,87         |

## 추가
티프마텐과 쇤빌 빙하의 합류점 위의 북쪽은 해발 2,694m에 있다. 스위스 알파인 클럽의 쇤빌 산장은 등산과 광범위한 빙하 투어의 출발점이다.

## 같이 보기
- 스위스 알프스